# Алчиан, Армен
Армен Альберт Алчиан (англ. Armen Albert Alchian, арм. Արմէն Ալբերտ Ալչեան; 12 апреля 1914 год, Фресно — 19 февраля 2013, Лос-Анджелес) — американский экономист, один из создателей экономической теории прав собственности, соавтор эффекта Алчиана — Аллена, был профессором Калифорнийского университета в Лос-Анджелесе.

## Биография
Алчиан родился 12 апреля 1914 года в Фресно (Калифорния) в армянской семье.
В 1934 году закончил Фреснинский государственный колледж, после чего поступил в Стэнфордский университет, где получил степени бакалавра 1936 году и доктора философии в 1943 году.
В 1940—1941 годах был сотрудником Национального бюро экономического анализа и Гарвардского университета, в 1942 году преподавал в Орегонском университете.
В 1942—1946 года служил в Армейских воздушных силах США, занимаясь статистической работой. В одной из своей статей анализировал кривую обучаемости на примере производства самолетов, которая базировалась на военной статистике, поэтому не могла быть опубликована до 1963 года.
С 1946 года преподавал в Калифорнийском университете в Лос-Анджелесе, работал экономистом в корпорации RAND, в 1958 году стал полным профессором Калифорнийского университета в Лос-Анджелесе.
В 1978 году стал членом Американской академии искусств и наук, являлся членом Общества «Мон Пелерин».
Армен умер 19 февраля 2013 года в Лос-Анджелесе.

## Основной вклад в науку
Армен является соавтором эффекта Алчиан-Аллена.

## Награды
- 1996 — почётный член Американской экономической ассоциации,
- 2000 — премия Адама Смита.